# ولادیسلاو پرودیوس
ولادیسلاو پرودیوس (اوکراینی: Владислав Миколайович Прудіус؛ زادهٔ ۲۲ ژوئن ۱۹۷۳) بازیکن فوتبال اهل اتحاد جماهیر شوروی سوسیالیستی است.
از باشگاه‌هایی که در آن بازی کرده‌است می‌توان به باشگاه فوتبال لوکوموتیو نیژنی نووگورود، باشگاه فوتبال آرسنال کی‌یف، باشگاه فوتبال آنژی مخاچ‌قلعه، باشگاه فوتبال متالیست خارکوف، باشگاه فوتبال بالتیکا کالینینگراد، باشگاه فوتبال سوکول ساراتوف، باشگاه فوتبال روستوف، باشگاه فوتبال دینامو کی‌یف، و باشگاه فوتبال فورسکلا پولتاوا اشاره کرد.
وی همچنین در تیم‌های ملی فوتبال زیر ۲۱ سال اوکراین و اوکراین بازی کرده‌است.